# اكتشاف الكواكب غير الشمسية

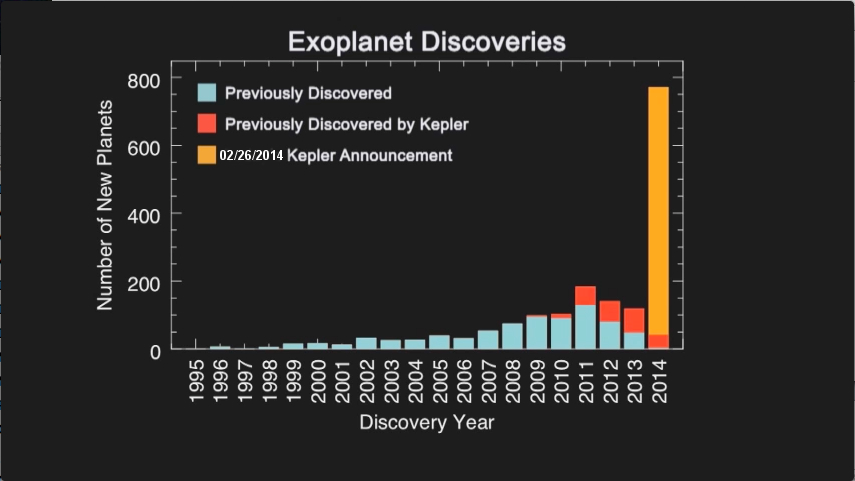
معدل اكتشاف الكواكب علي مر السنين

الكواكب غير الشمسية هي كواكب تقع خارج المجموعة الشمسية. لوحظ أول دليل على وجود كواكب خارج المجموعة الشمسية في عام 1917، ولكنه لم يُؤكد حتى عام 2016، ومع ذلك، لم ينتج عنه اكتشاف لكوكب غير شمسي. بدأ أول رصد علمي لكوكب غير شمسي في عام 1988. بعد ذلك، أُكِد أول اكتشاف في عام 1992، الذي تضمن اكتشاف عدد من الكواكب ذات الكتلة الأرضية التي تدور حول نباض يُسمى PSR B1257+12. اكتُشف أول كوكب غير شمسي يدور حول نجم من نجوم النسق الأساسي في عام 1995، عندما صُور مباشرةً كوكب عملاق يدور حول النجم 51 الفرس الأعظم [الإنجليزية] كل 4 أيام باستخدام المقاريب، لكن أغلب الكواكب غير الشمسية اكتشفت باستخدام طرق رصد غير مباشرة، مثل طريقة العبور الفلكي وطريقة السرعة الشعاعية. حتى 1 مايو 2021، اكتُشف 4719 كوكبًا غير شمسي في 3490 نظامًا كوكبيًّا، شمل 772 منها أكثر من كوكب واحد. هذه قائمة بأبرز الاكتشافات.

## بين عامي 1988 و1994
- غاما قيفاوس Ab: أُعلِن عن اكتشاف هذا الكوكب باستخدام طريقة السرعة الشعاعية في عام 1989، وقد تبين أنه يدور حول نجمه كل 2.5 عام. مع ذلك، فإن التصنيف الخاطئ للنجم باعتباره نجمًا عملاقًا والتقدير القليل لمدار نجم الراعي الثنائي، ما يعني أن مدار الكوكب سيكون غير مستقرًا، قاد بعض علماء الفلك إلى الشك في أن الاختلافات في السرعة الشعاعية كانت بسبب دوران النجم فقط. أُكِد وجود الكوكب أخيرًا في عام 2002.[3][4]
- HD 114762 b: تبلغ كتلة هذا الجرم 11 ضعف كتلة كوكب المشتري ويدور حول نجمه كل 89 يومًا. في وقت اكتشافه، اعتُبر قزمًا بنيًا محتملًا، لكن جرى ضمه لاحقًا إلى فهارس الكواكب غير الشمسية. على الرغم من ذلك، تبين عام 2019 أنه قزم بني بالفعل أو نجم قزم أحمر (وليس كوكبًا غير شمسي).[5]
- PSR B1257+12 (ليتش Lich): في عام 1992، جاء أول اكتشاف مؤكد لكوكب كوكب غير شمسي عندما أُعلِن عن اكتشاف نظام كواكب ذات كتل أرضية حول نباض ميلي ثانية يُسمى PSR B1257+12.[6]

## بين عامي 1995 و1998
- 51 الفرس الأعظم b: في عام 1995، أصبح هذا أول كوكب كوكب غير شمسي مُكتشف يدور حول نجم نسق أساسي. إنه مشترٍ حار يدور حول نجمه كل 4.2 يوم.[7]
- 47 الدب الأكبر b: في عام 1996، أصبح هذا الكوكب الشبيه بالمشتري أول كوكب كوكب غير شمسي مُكتشف يتمتع بفترة مدارية طويلة، إذ يدور حول نجمه من على بعد 2.11 وحدة فلكية باختلاف مركزي يساوي 0.049.  هناك كوكب ثانٍ في هذا النظام يدور من على بعد 3.39 وحدة فلكية باختلاف مركزي يساوي 0.220 ± 0.028 وفترة مدارية تساوي 460 ± 2190 يوم.
- غليزا 876 b: في عام 1998، اكتُشف أول كوكب يدور حول نجم قزم أحمر (جليزا 876). إنه أقرب إلى نجمه من قرب عطارد إلى الشمس. اكتُشف لاحقًا كواكب أقرب إلى نجومها من ذلك.[8]

## 1999
- تطوان أو أُبسيلون المرأة المسلسلة: أول نظام كوكبي متعدد يُكتشف حول نجم نسق أساسي. يشمل هذا النظام ثلاثة كواكب، كلها تشبه كوكب المشتري. أُعلِن عن اكتشاف كوكب b وc وd في 1996 و1999 و1999 على التوالي. كتل هذه الكواكب هي 0.687 و1.97 و3.93 ضعف كتلة المشتري على التوالي، وتدور هذه الكواكب حول نجمهما من على بعد 0.0595 و0.830 و2.54 وحدة فلكية على التوالي. في عام 2007 تبين أن هذه الكواكب لا تدور في نفس المستوى.[9]
- HD 209458 b: بعد أن اكتُشف في الأصل بطريقة السرعة الشعاعية، أصبح هذا أول كوكب كوكب غير شمسي يُرصد وهو يمر أمام نجمه الأم. أكد الاكتشاف بطريقة العبور الفلكي بشكل قاطع وجود الكواكب التي اشتُبه وجودها بطريقة السرعة الشعاعية.[10]

## 2001
- HD 209458 b: أعلن الفلكيون رصد الغلاف الجوي لكوكب HD 209458 b باستخدام مقراب هابل الفضائي. اكتشفوا علامات الصوديوم الطيفية في الغلاف الجوي، ولكن بكثافة أقل من المتوقع، ما يشير إلى أن السحب العالية تحجب طبقات الغلاف الجوي السفلية. في عام 2008، جرى قياس وضاءة طبقة السحب الخاصة بالكوكب، وجرى نمذجة هيكل طبقة الستراتوسفير في الغلاف الجوي.[11]
- إيوتا التنين b [الإنجليزية]: هذا هو أول كوكب اكتُشف حول النجم العملاق البرتقالي إيوتا التنين (الذِّيخ). قدم هذا دليلًا على نجاة وسلوك الأنظمة الكوكبية حول النجوم العملاقة. تتمتع النجوم العملاقة بنبضات يمكن أن تحاكي وجود الكواكب. الكوكب كبير الكتلة للغاية ويتمتع بمدار ذو اختلاف مركزي كبير جدًا. في المتوسط، يدور هذا الكوكب حول نجمه من على مسافة أبعد بـ 27.5% من بعد الأرض عن الشمس. في عام 2008، تتبع العلماء أصل النظام الكوكبي إلى عنقود القلائص، مع نجم إبسلون الثور (العين).[12]

## 2003
- PSR B1620-26 b: في 10 يوليو، باستخدام معلومات مقراب هابل الفضائي، أكد فريق من العلماء بقيادة شتاين سيغورذسون (Steinn Sigurðsson) اكتشاف أقدم كوكب كوكب غير شمسي حتى الآن. يقع الكوكب في العنقود النجمي المغلق M4، على بعد نحو 5600 سنة ضوئية من الأرض في كوكبة العقرب. هذا واحد من ثلاثة كواكب معروفة فقط تدور حول نجم ثنائي. أحد النجمين هو نباض والآخر قزم أبيض. يتمتع الكوكب بكتلة تعادل ضعفي كتلة المشتري، ويُقدر عمره بـ 12.7 مليار سنة.[13]

## 2004 - 2020
- مو المجمرة c: في أغسطس، اكتُشف كوكب يدور حول نجم مو المجمرة يتمتع بكتلة تعادل 14 ضعف كتلة الأرض تقريبًا باستخدام مرسمة الطيف هاربس التابعة للمرصد الأوروبي الجنوبي. اعتمادًا على تركيبته، يُعد أول كوكب «نبتون ساخن» أو «أرض فائقة» يُنشر بحث عنه.[14]
- 2M1207b: أول كوكب مُكتشف حول قزم بني. كما أنه أول كوكب يُصور مباشرة (بالأشعة تحت الحمراء). وفقًا لتقدير أولي، فإن كتلته تبلغ 5 أضعاف كتلة المشتري؛ ووفقًا لتقديرات أخرى فإن كتلته أقل من ذلك بقليل. قُدِّر في الأصل أنه يدور حول نجمه القزم البني من على بعد 55 وحدة فلكية. تبلغ كتلة القزم البني 25 ضعف كتلة المشتري فقط. درجة حرارة الكوكب الغازي العملاق مرتفعة جدًا (1250 كلفن)، ويرجع سبب ذلك في الغالب إلى التقلص بفعل الجاذبية. في أواخر عام 2005، بينت قياسات أدق أن نصف قطر المدار هو 41 وحدة فلكية وأن كتلة الكوكب تعادل 3.3 أضعاف كتلة المشتري، إذ تبين أن النظام أقرب إلى الأرض مما كان يُعتقد في الأصل. في عام 2006، اكتُشف وجود قرص كوكبي غباري حول إم 1207 بي، ما يوفر دليلًا على عملية تشكل كوكبي نشطة.[15]
- LTT9779b يقع على مسافة 260 سنة ضوئية من الأرض، وهو أول كوكب خارج المجموعة الشمسية يضاهي سطوع كوكب الزهرة. وهو بحجم نبتون ويدور حول نجمه ب19 ساعة فقط. وبسبب هذا القرب من نجمه تصل درجة حرارة وجهه المضيء إلى 2000 درجة. وقد تم اكتشافه في عام 2020 بواسطة تلسكوب كيوبس الفضائي التابع لوكالة الفضاء الأوروبية.[16]

## 2023
- في 11 يناير 2023، أعلن تلسكوب جيمس ويب الفضائي عن اكتشاف أول كوكب خارجي له وهو LHS 475 ب.[17]
- في 3 أبريل 2023، اكتشفت دراسة نشرتها مجلة نيتشر أسترونومي انفجارات إشعاعية بأطوال موجية راديوية من YZ قيطس، والتي قد تكون مرتبطة بتفاعل الكوكب الداخلي YZ قيطس ب.
- تشير دراسة نشرتها مجلة نيتشر في 17 مايو 2023 إلى اكتشاف كوكب خارجي LP 791-18 d، وهو كوكب من المحتمل أنه يسخن مديًا بواسطة كوكب نبتون الصغير القريب LP 791-18 c، مما قد ينتج براكينًا على سطحه.[18]
- يكتشف تلسكوب جيمس ويب أثرًا للماء على كوكب واسب-18b بكتلة تعادل 10 أضعاف كتلة المشتري.[19] أعلنت وكالة ناسا عن هذا البيان في 31 مايو 2023.
- في 12 يونيو 2023، اكتشف العلماء كوكب BEBOP-1c يدور حول نظام النجم الثنائي TOI-1338.[20] وقد وضعت النتائج في مجلة نيتشر أسترونومي.